# سو (سنندج)
سو یک روستا در ایران است که در استان کردستان واقع شده‌است. سو ۵۶۶ نفر جمعیت دارد.